# Denver Mavericks
Denver Mavericks byl profesionální americký klub ledního hokeje, který sídlil v Denveru ve státě Colorado. V roce 1959 působil v profesionální soutěži International Hockey League. Mavericks ve své poslední sezóně v IHL skončily v základní části. Své domácí zápasy odehrával v hale Denver Coliseum s kapacitou 8 140 diváků. Klubové barvy byly modrá a červená.
Mavericks působily v IHL velmi krátkou dobu. Hlavním důvodem stěhování ještě v průběhu sezóny byly těžké finanční problémy, které postihly majitele klubu. V prosinci 1959 byl klub přestěhován do Minneapolisu, kde byl vytvořen tým Minneapolis Millers.

## Přehled ligové účasti
Zdroj: 
- 1959: International Hockey League (Západní divize)